# Przemysław Funiok
Przemysław Funiok (ur. 23 listopada 1969 w Tarnowskich Górach) – polski prokurator, w latach 2018–2023 zastępca Prokuratora Generalnego do spraw wojskowych.

## Życiorys
Absolwent Wydziału Prawa i Administracji Uniwersytetu Śląskiego. Odbył aplikację prokuratorską w Gliwicach. Początkowo zatrudniony w Prokuraturze Rejonowej Katowice-Wschód, od 2004 w Częstochowie (najpierw w Prokuraturze Rejonowej dla Miasta Częstochowy, następnie do 2007 był zastępcą prokuratora rejonowego w Prokuraturze Rejonowej Częstochowa-Północ). W 2007 przeniesiony do Naczelnej Prokuratury Wojskowej w Warszawie. Początkowo był naczelnikiem Oddziału Śledczego i kierownikiem zespołu przygotowań przygotowawczych; pod koniec 2007 awansował na szefa Wydziału ds. Przestępczości Zorganizowanej. W 2009 zatrudniony w Prokuraturze Krajowej w Biurze Postępowania Sądowego. W wieku około 41 lat przeniesiony w stan spoczynku.
Był powołany w skład Krajowej Rady Prokuratorów przy Prokuratorze Generalnym i w marcu 2016 objął stanowisko dyrektora Biura Prezydialnego Prokuratury Krajowej. W 2016 objął kierownictwo nad zespołem prokuratorskim, opracowującym plany działania na wypadek naruszeń podczas szczytu NATO w Warszawie i Światowych Dni Młodzieży. Był przewodniczącym komisji egzaminacyjnej zajmującej się przygotowaniem egzaminu prokuratorskiego, a także członkiem Rady Programowej Krajowej Szkoły Sądownictwa i Prokuratury w Krakowie. Został jednym ze współzałożycieli Niezależnego Stowarzyszenia Prokuratorów „Ad Vocem”.
23 lutego 2018 powołany na stanowisko zastępcy Prokuratora Generalnego. W październiku 2023 zakończył pełnienie tej funkcji.

## Życie prywatne
Żonaty z Elżbietą, dyrektor Prokuratury Okręgowej w Częstochowie, ojciec Wiktorii. 